# Irina Koloskowa
Irina Koloskowa (* 8. April 1975; ukrainisch Ірина Колоскова, englische Transkription Irina Koloskova) ist eine ukrainische Badmintonspielerin.

## Karriere
Irina Koloskowa wurde 2001 ukrainische Meisterin. Sie nahm an mehreren Weltmeisterschaften teil. 1993 siegte sie bei den Romanian International. Bei den Welthochschulmeisterschaften gewann sie im Jahr 2000 Bronze.